# Кизяев, Борис Михайлович
Бори́с Миха́йлович Кизя́ев (8 сентября 1938 — 9 декабря 2021) — советский и российский учёный в области технологии и механизации строительства и эксплуатации гидромелиоративных систем, академик РАСХН (1999), академик РАН (2013).

## Биография
Родился 8 сентября 1938 г. в г. Темир Актюбинской области Казахской ССР. Окончил Ташкентский институт инженеров ирригации и механизации сельского хозяйства (1962).
В 1962—1963 старший инженер, главный механик треста Запказводстрой Минводхоза Казахской ССР. В 1963—1964 старший инженер треста Мосстроймеханизация № 7 Главмосстроя.
С 1964 года — во ВНИИ гидротехники и мелиорации имени А. Н. Костякова: аспирант (в 1966 году защитил кандидатскую диссертацию «Исследование активных рабочих органов при разработке каналов параболических сечений»), инженер, младший и старший научный сотрудник, зав. лабораторией (до 1975), заместитель директора, с 1997 года — директор, с ноября 2016 года — научный руководитель. Одновременно в 1975—1997 годах — директор Инженерного центра по механизации мелиоративных работ.
Доктор технических наук (1987, диссертация «Совершенствование технологических процессов строительства мелиоративных каналов машинами непрерывного действия»), профессор (1992), академик РАСХН (1999), академик РАН (2013).
Разработчик систем машин для комплексной механизации сельского и лесного хозяйства, строительства мелиоративных систем.
Заслуженный мелиоратор РСФСР (1990). Награждён орденами «Знак Почёта» (1981), Дружбы (2005), 4 медалями СССР и РФ, 20 медалями ВДНХ и ВВЦ.
Похоронен на Троекуровском кладбище (уч. 6a).

## Основные работы
Автор (соавтор) более 350 научных публикаций. Получил 40 авторских свидетельств и патентов на изобретения.
- Справочник по механизации мелиоративных работ (в зоне орошаемого земледелия) / соавт.: Д. М. Кервалишвили и др. — М.: Колос, 1974 (1975). — 375 с.
- Руководство по проектированию и строительству оросительных каналов / соавт. Б. Г. Штепа; М-во мелиорации и вод. хоз-ва СССР, Нац. ком. СССР по ирригации и дренажу. — М., 1977. — 95 с.
- Ведущие ученые-мелиораторы современности: [сб.] / соавт.: Н. Г. Ковалев и др.; РАСХН. Науч. метод. центр по пробл. мелиорации земель и вод. хоз-ва. — М.: ЭКОСТ, 2002. — 96 с.
- Техногенное загрязнение речных экосистем / соавт.: В. Н. Новосельцев и др. — М.: Науч. мир, 2002. — 139 с.
- Культуртехнические мелиорации / соавт. З. М. Маммаев. — М.: Ассоц. Экост, 2003. — 399 с.
- Водопользование и водоучет на водохозяйственных и мелиоративных системах агропромышленного комплекса страны / соавт.: А. Е. Погодаев, Е. Г. Филиппов; Всерос. НИИ гидротехники и мелиорации им. А. Н. Костякова. — М.: ВНИИА, 2004. — 129 с.
- Методическое пособие по повышению продуктивности систем лиманного орошения с подпиткой от дренажно-сбросных вод рисовых оросительных систем / соавт.: С. Б. Адьяев, Э. Б. Дедова; ГНУ Всерос. НИИ гидротехники и мелиорации им. А. Н. Костякова и др. — Элиста, 2008. — 30 с.
- Система рисоводства Республики Калмыкии: (метод. пособие) / ГНУ Всерос. НИИ гидротехники и мелиорации им. А. Н. Костякова и др. — Элиста: Джангар, 2009. — 166 с.
- Концепция развития мелиорации сельскохозяйственных земель Республики Калмыкии на период до 2020 года / ГНУ Всерос. НИИ гидротехники и мелиорации им. А. Н. Костякова.- М.: Изд-во ВНИИА, 2012. — 63 с.
- Агромелиоративные мероприятия на минеральных переувлажненных землях / соавт.: З. М. Маммаев, О. Ф. Першина; ГНУ Всерос. НИИ гидротехники и мелиорации им. А. Н. Костякова. — М.: ВНИИА, 2013. — 138 с.